# Discoglossus sardus
El sapillo pintojo sardo (Discoglossus sardus) es un anuro de la familia Discoglossidae.

## Distribución
Se encuentra en las islas de Cerdeña y Córcega, y en las pequeñas islas del archipiélago Toscano. En la península itálica, hay una pequeña población en el monte Argentario.
En Cerdeña, hay registros desde el nivel del mar hasta 1770 m.
En Córcega se encuentra ausente en la zona montañosa central, donde se distribuye la especie autóctona de la isla (Discoglossus montalenti).

## Hábitat
Su hábitat natural es muy variado incluyendo zonas de agua tranquila o ríos lentos, tanto de zonas boscosas como campo abierto. Incluso soporta agua ligeramente salobre. Los renacuajos se desarrollan en cuerpos de agua con vegetación densa.

## Amenazas
El tamaño de sus poblaciones está disminuyendo ya que se encuentra amenazado por la pérdida de hábitat debido al aprovechamiento turístico de los acuíferos.

## Publicación original
- Otth, 1837 : Beschreibung einer neuen europäischen Froschgattung, Discoglossus. Neue Denkschriften der Allgemeinen Schweizerischen Gesellschaft für die Gesammten Naturwissenschaften, vol. 1, p.1-8.